# Зелёная перчатка
«Зелёная перчатка» (англ. The Green Glove) — французско-американский криминальный триллер режиссёра Рудольфа Мате, вышедший на экраны в 1952 году.
Сценарий фильма написал Чарльз Беннетт, лучшими работами которого в кино были сценарии к таким триллерам Альфреда Хичкока, как «39 ступеней», «Иностранный корреспондент» и «Человек, который слишком много знал».
Режиссёр Рудольф Мате более всего известен своими операторскими работами, в частности, экспрессионистских фильмов Карла Теодора Дрейера «Страсти Жанны д’Арк» и «Вампир», фильмов нуар «Гильда» (в главной роли — Гленн Форд), «Леди из Шанхая» Орсона Уэллса и триллера «Иностранный корреспондент» Хичкока. Самым знаменитым фильмом Мате в качестве режиссёра стал нуар «Мёртв по прибытии».

## Сюжет
В деревне Сан-Элизар на юге Франции отец Горон (Седрик Хардвик) впервые за много лет услышал звон церковных колоколов, которые молчали с того момента, как во время Второй мировой войны из церкви была похищена священная реликвия, зелёная перчатка Сан-Элизара. Деревенские жители бегут в церковь, а священник тем временем обнаруживает в колокольне мертвеца…
За несколько лет до этого события, во время наступления сил союзников на южном побережье Франции в 1944 году, американский десантник, лейтенант Майкл Блейк (Гленн Форд) приземлился в полуразрушенном здании, где столкнулся с графом Паулем Роной (Джордж Макреди). Рона представился немецким журналистом, однако по происхождению он был не немцем, а наполовину чехом, наполовину поляком, а образование получил в Англии. Рона рассказал, что до войны он владел сетью ювелирных магазинов в Нью-Йорке, Лондоне, Монте-Карло и других городах. Когда Майкл решает его арестовать, Рона в обмен за свою свободу кладёт в его сумку очень дорогую, инкрустированную драгоценными камнями, средневековую зелёную перчатку, а также сообщает о начале наступления немецких войск на рассвете. Прежде чем Майкл успевает что-либо ответить, в здание попадает снаряд, на него обрушиваются перекрытия, и он теряет сознание. Воспользовавшись этим, Рона успевает сбежать.
Вскоре Блейка находит Графиня (Жани Хольт) вместе со своим слугой Пьером и сыном Робером. Графиня, муж которой сражается в рядах Сопротивления, помогает Блейку восстановить свои силы в своём замке. Блейк просит послать сына сообщить войскам союзников о предстоящем немецком наступлении. В ожидании возвращения Робера, они слышат, как отступают немецкие войска, и Блейк понимает, что Рона обманул его. Вскоре друзья приносят тело Робера, и графиня от горя теряет сознание. Блейк в расстроенных чувствах покидает замок, оставляя на хранение сумку с зелёной перчаткой.
Несколько лет спустя, уже после окончания войны Блейк вновь приезжает в Париж в надежде отыскать зелёную перчатку и продать её. На Эйфелевой башне Блейк замечает, что его кто-то преследует. С помощью случайной знакомой, экскурсовода Крис Кеннет (Джеральдин Брукс) ему удаётся уйти от слежки. Вечером Блэйк и Крис встречаются в баре и развлекаются до самой ночи. Когда Блэйк и Крис приходят в его гостиницу, их встречает инспектор полиции Фобер (Роже Тревиль), сообщая, что в номере Блейка найден убитый. Они узнают в убитом человека, который преследовал Блейка на Эйфелевой башне. Кроме того, в кармане убитого полиция обнаруживает карандашный портрет Блейка, что свидетельствует о несомненной связи убитого с Блейком. Однако поскольку против Блейка нет никаких улик, полиция его отпускает, но устанавливает за ним тайную слежку. Оказавшись на свободе, Блейк мчится на вокзал. Он садится на поезд в южном направлении, не подозревая, что к этому моменту за ним следит и полиция, и люди Роны, а в купе неожиданно появляется Крис, которая догадалась о его планах. Крис просит Блейка рассказать о том, что происходит, однако он лишь говорит, что он не шпион, никого не грабил и не убивал. Тем не менее Крис, которая уже влюбилась в него, решает идти с Блейком до конца. Тем временем в поезде подручный Роны Пепе убивает полицейского детектива.
На следующий день Блейк находит замок Графини, который после военных действий стоит в руинах. Как только Блейк заходит внутрь, вслед за ним появляется Рона с четырьмя своими людьми. Они захватывают Крис и набрасываются на Блейка, который отчаянно сопротивляется. Тем временем появляется полиция, люди Роны разбегаются, а Блейк проваливается в тайную комнату Графини и Пьера, которые уже освободили Крис. Пьер приносит сумку Блейка, из которой они извлекают зелёную перчатку. Графиня, которая слегка тронулась рассудком и все ещё верит, что её сын Робер вернется, при виде перчатки возвращается к реальности и рыдает от горя. После рассказа Графини и Пьера Блэйку становится ясно, что зелёная перчатка является священной реликвией местной церкви, способной давать магическое исцеление. Блейк и Крис покидают Графиню.
Ближе к ночи неожиданный дождь заставляет их укрыться в гостинице, где Блейк случайно видит в газете фотографию Крис в связи со статьёй об убийстве. Когда Блейк говорит ей, что собирается сдаться, чтобы спасти её, Крис целует его и запирает в своей комнате. На следующий день Блейк посылает Крис в Монте-Карло с поручением найти там в казино Рону. Она должна сообщить Роне, в какое время Блейк будет возвращать перчатку церкви. Когда в погоне за перчаткой в церкви появятся люди Роны, по плану Блейка, вызванный Крис инспектор Фобер должен будет их арестовать за грабёж. План Блейка чётко рассчитан по времени, однако запуганная Крис выдаёт Роне информацию раньше времени. Люди Роны начинают преследование Блейка по скалам, окружающим церковь. Однако Блейку удаётся опередить их, забраться по церковной стене и ударить в колокола. Рона карабкается вслед за Блейком на колокольню, но его ошибочно убивают его же бандиты. Услышав звон колоколов, преступники скрываются, а отец Горон направляется на колокольню. На колокольне священник обнаруживает тело убитого Роны, в этот момент Блейк незаметно спрыгивает вниз и возвращает перчатку на предназначенное ей место. На выходе его останавливает Фобер, который спас Крис и арестовал людей Роны. Блейк и Крис обнимают друг друга, а местные жители празднуют волшебное возвращение зелёной перчатки.

## В ролях
- Гленн Форд — Майкл «Майк» Блейк
- Джеральдин Брукс — Кристин «Крис» Кеннет
- Седрик Хардвик — отец Горон
- Джордж Макреди — граф Пол Рона
- Жани Хольт — графиня
- Роже Тревиль — полицейский инспектор Фобер
- Габи Андре — Габи Сондерс

## Оценка критики
В 1952 году после выхода фильма на экраны кинокритик «Нью-Йорк таймс» Босли Кроутер отметил, что ожидал увидеть первоклассную работу, исходя из того, что сценаристом был Чарльз Беннетт, который написал сценарии к таким фильмам «высшего порядка», как «39 ступеней». Однако оказалось, что «„Зелёная перчатка“ не из этого эшелона, а всего лишь стандартная гонка за средневековой, украшенной драгоценностями перчаткой, украденной из сельской французской церкви». Он продолжает: «… масштаб истории тянет на мелодраму низшей лиги. Гленн Форд довольно вяло играет десантника, который столкнулся с коллаборационистом — арт-дилером во время войны…».
Кинокритик Деннис Шварц был разочарован фильмом, хотя и оценил высоко игру Гленна Форда. Он написал: «Рудольф Мате поставил стандартный триллер с несколькими интересными поворотами, который вязнет в трясине избыточности мелодраматических моментов, неубедительности персонажей и самой истории… В сценарии Беннетта есть хорошая история, но, к сожалению, она рассказана не убедительно, а роман героев наступил настолько быстро и неожиданно, что в него невозможно поверить; не смог я найти и саспенс даже близкий к тому, который режиссёр высшего класса, такой как Альфред Хичкок построил бы, сделав историю более увлекательной (если это не убеждает, тогда посмотрите „39 ступеней“, который поставил Хичкок, а сценаристом был также Беннетт!). Бывшему оператору Мате не удаётся обеспечить достоверность, и все сюжетные моменты кажутся очень схематичными. Но Гленн Форд здесь в своей тарелке, он настолько хорош в приключенческих ролях такого рода, что ему отчасти удаётся сделать эту слабую картину увлекательной».